# Puštík proužkovaný
Puštík proužkovaný (Strix varia) je noční pták z čeledi puštíkovitých (Strigidae).

## Popis
Puštík proužkovaný dosahuje výšky okolo 50 cm, hlavu má dokonale kulatou a širokou s tmavohnědýma očima. Jeho opeření je hnědé s intenzivním tečkováním, má bílou hruď s podélným proužkováním a s příčnými vlnkami na hrudi.

## Výskyt
Obývá smíšené lesy, ale hnízda si staví v čistě listnatých porostech v blízkosti vod. Obývá Severní Ameriku.

## Chování
Houkání tohoto puštíka patří k těm nejneobvyklejším z nočních zvuků. Prozrazuje svou přítomnost vysoce znějícím hlasem, pohotově odpovídá magnetofonovému záznamu, nebo dobré hlasové napodobenině.
Své hnízdo umisťuje do dutin stromu, které se dají využívat několika generacemi, nebo až desítky let. Také využívá opuštěná hnízda dravců a krkavcovitých pěvců. Obvykle snáší dvě až tři bílá vejce.

## Potrava
Mezi jeho potravu patří malí savci, plazi, menší ptactvo, obojživelníci a korýši.